# کیم ترنر (بازیکن فوتبال)
کیم ترنر (انگلیسی: Kim Turner؛ زادهٔ ۱ فوریهٔ ۱۹۸۵) بازیکن فوتبال اهل بریتانیا است.
از باشگاه‌هایی که در آن بازی کرده‌است می‌توان به باشگاه فوتبال زنان منچستر سیتی و باشگاه فوتبال منچستر سیتی اشاره کرد.
وی همچنین در تیم ملی فوتبال Northern Ireland بازی کرده‌است.